# Kreis Teltow-Storkow
Der Kreis Teltow-Storkow war von 1817 bis 1835 ein Landkreis in der preußischen Provinz Brandenburg. Der Kreissitz war in der Stadt Teltow.

## Geschichte
Im Rahmen der preußischen Verwaltungsreformen nach dem Wiener Kongress wurde mit Wirkung zum 1. April 1817 der südlich von Berlin gelegene Kreis Teltow-Storkow gegründet. Der Kreis umfasste den alten Teltowischen Kreis sowie den alten Storkower Kreis, der aus der Herrschaft Storkow hervorgegangen war.
Bis 1821 gehörten einige Orte aus dem nördlichen Teil des Kreises zum Regierungsbezirk Berlin und das restliche Kreisgebiet zum Regierungsbezirk Potsdam. Nachdem der Regierungsbezirk Berlin zum 1. Januar 1822 aufgelöst worden war, gehörte das gesamte Kreisgebiet zum Regierungsbezirk Potsdam.
1835 hatte der Kreis ungefähr 65.000 Einwohner. Zum 1. Januar 1836 wurde das Gebiet des ehemaligen Kreises Storkow vom Kreis Teltow-Storkow abgetrennt und mit dem nördlichen Teil des Landkreises Lübben, der ehemaligen Herrschaft Beeskow, zum neuen Kreis Beeskow-Storkow zusammengefasst. Das verbliebene Kreisgebiet bildete fortan wieder den Kreis Teltow in seinen alten Grenzen.

## Städte
Im Kreis Teltow-Storkow lagen neun Städte:
| Gemeinde          | Einwohner 1835 |
| ----------------- | -------------- |
| Charlottenburg    | 6.000          |
| Köpenick          | 2.500          |
| Mittenwalde       | 2.000          |
| Trebbin           | 1.600          |
| Zossen            | 1.500          |
| Storkow           | 1.450          |
| Teltow            | 1.200          |
| Wendisch Buchholz | 800            |
| Teupitz           | 500            |